# Clemens Klotz

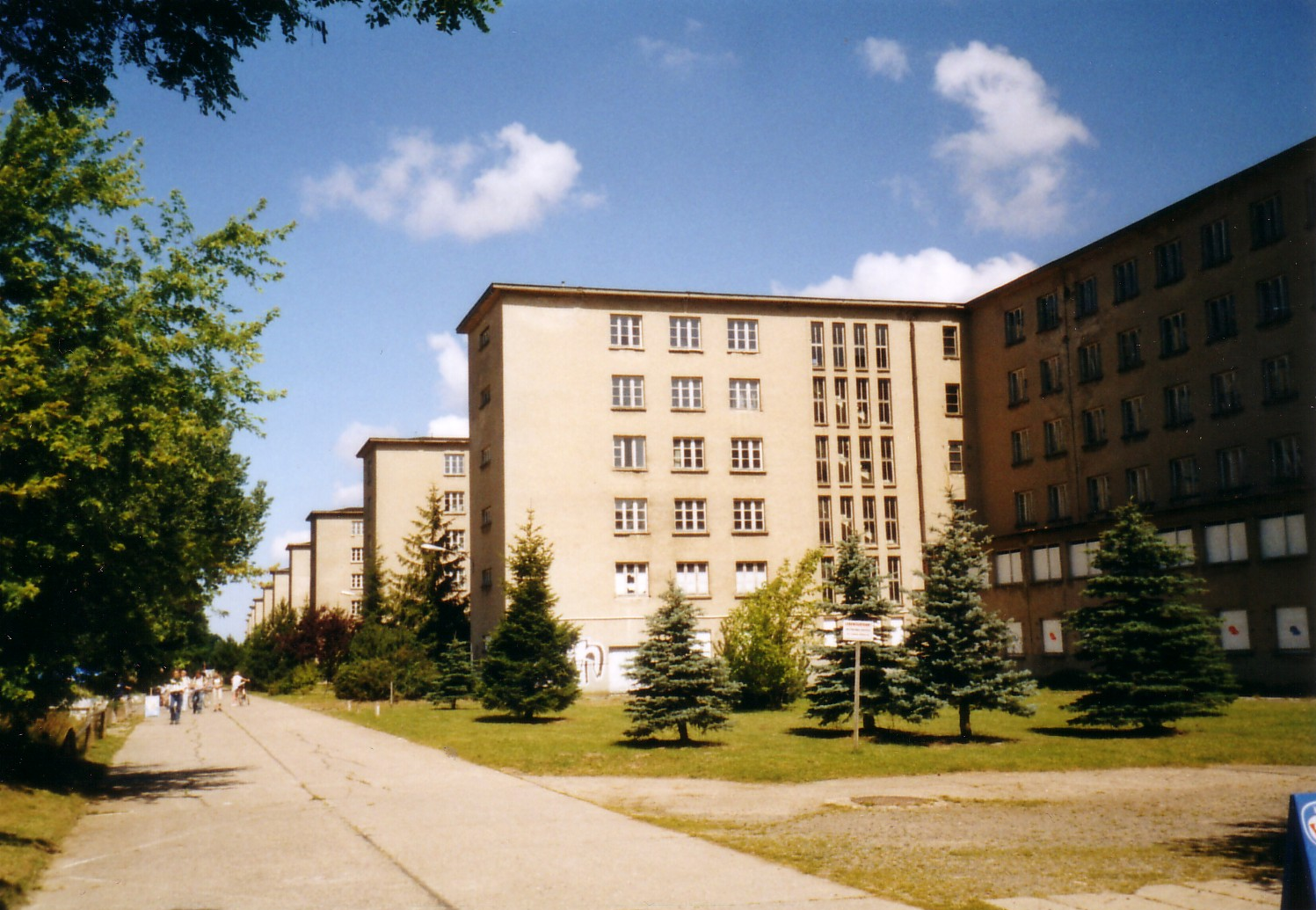
Prora, huvudbyggnaden från landsidan.

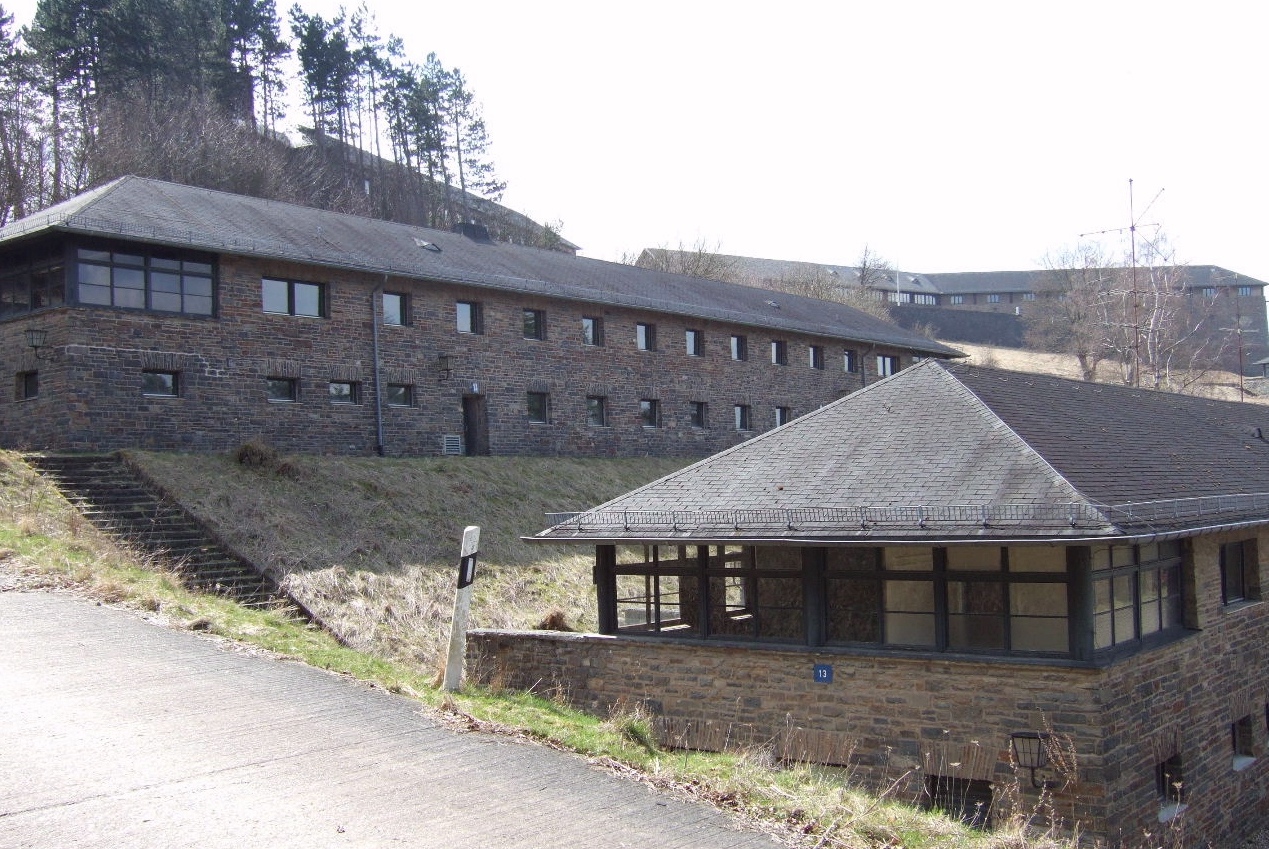
Ordensburg Vogelsang, nazistisk utbildningsanstalt i Nordrhein-Westfalen, ritad av Klotz.

Clemens Klotz, född 31 maj 1886 i Köln, Tyskland, död där 18 augusti 1969, var en tysk arkitekt. Har bland annat ritat hotellet i Prora.
Klotz arbetade framförallt i hemstaden Köln med omnejd och arbetade med bostadsprojekt. Efter nazisternas maktövertagande 1933 ansvarig arkitekt för uppförandet av nazistpartiets och Deutsche Arbeitsfronts skolningsbyggnader. Klotz kom därmed att utforma Kraft durch Freudes Prora på Rügen och flera andra byggnader. Han fick genom Robert Ley flera stora uppdrag, bland annat för ett Gauforum i Köln och 1936 utnämndes han till professor av Adolf Hitler.